# NGC 661
NGC 661 (również PGC 6376 lub UGC 1215) – galaktyka eliptyczna (E), znajdująca się w gwiazdozbiorze Trójkąta. Odkrył ją William Herschel 26 października 1786 roku.